# L'Arraset
L'Arraset (en francès Larrazet) és un municipi francès situat al departament de Tarn i Garona i a la regió d'Occitània.

## Demografia
| 1962                                       | 1968 | 1975 | 1982 | 1990 | 1999 | 2007 |
| ------------------------------------------ | ---- | ---- | ---- | ---- | ---- | ---- |
| 386                                        | 454  | 538  | 509  | 514  | 557  | 584  |
| Des de 1962: població sense dobles comptes |      |      |      |      |      |      |

## Administració
| Període   | Identitat        | Partit |
| --------- | ---------------- | ------ |
| 1995-2001 | Alain Villemur   |        |
| 2001-     | Bertrand Thibout |        |

## Curiositats
René Bousquet, secretari general de la policia de la França de Vichy, és enterrat al cementiri local, tot i que no era d'aquí.